# 罗伯特·加勒特
罗伯特·加勒特（英語：Robert Garrett，1875年5月24日—1961年4月25日），美國田径运动员，是普林斯頓大學的一名學生，在第一屆夏季奧林匹克運動會田徑比賽中贏得了兩個冠軍（鐵餅、鉛球）和兩個亞軍（跳高、跳遠）。